# Meksički palmeto
Meksički palmeto (kupus palma, teksaški palmeto, palmeto palma, lat. Sabal mexicana, syn. Sabal texana) je vrsta palme iz roda sabal (Sabal).
Areal ove palme je dosta širok, od pacifičke obale Meksika, do obalnog djela južnog Teksasa i dalje na jug, kroz tropska područja, karipskom obalom Meksika sve do Hondurasa, Salvadora i Gvatemale. Smatra se da ima otpornost do -13°C, iako su pojedinačni primjerci u Teksasu preživjeli na -19°C uz jača oštećenja. 

## Izgled
Može da naraste do 20 metara visine. stabla ima nešto izražene usjeke s ostatacima peteljki pri vrhu i sive je do svjetlosive boje. Krošnja je manje bujna s nešto užim listovima tamnozelene (ako je na polusjenovitom položaju) do svjetlozelene boje (ako je na sunčanom položaju). 
Cvjeta već kao vrlo mlada, čak i kad stablo još nije razvijeno.